# 7 -seven- (曲)
「7 -seven-」（セブン）は、FLOW×GRANRODEOの楽曲。FLOWとGRANRODEOのコラボが実現し、テレビアニメ『七つの大罪』第1期EDテーマとして起用された。2014年11月26日にシングルCDとしてキューンミュージックから発売された。

## 収録内容

### CD+DVD（初回限定盤）
CD
1. 7 -seven-
MBS制作・TBS系列全国ネットアニメ『七つの大罪』エンディングテーマ曲
作詞：Kohshi Asakawa、Kishow Taniyama／作曲：Takeshi Asakawa／編曲：FLOW×GRANRODEO
2. New World
作詞：Kishow Taniyama、Kohshi Asakawa／作曲：Takeshi Asakawa／編曲：FLOW×GRANRODEO
English Pronunclation：Joe Inoue
3. GO!!!（Animelo Summer Live 2014 -ONENESS- (2014/8/30)より）
『Animelo Summer Live 2014』の同年8月30日公演のオープニングで、FLOWとGRANRODEOがコラボしたライブ・ヴァージョン。
4. 7 -seven-（Instrumental）

DVD
1. レコーディングドキュメンタリー映像
2. 7 -seven-　（MV）

### CD（通常盤）
※初回生産分にはアニメイラストを使用したワイドキャップステッカー（登場キャラはディアンヌ、メリオダス、エリザベス、キング）が付いていた。
1. 7 -seven-
2. New World
3. GO!!!（Animelo Summer Live 2014 -ONENESS- (2014/8/30)より）
4. 7 -seven-（Instrumental）

### アニメ盤（期間限定生産盤）
※『七つの大罪』原作者・鈴木央の描き下ろしジャケット。ジャケット表面にはホーク、メリオダス、エリザベス、裏面にはキング、バン、ディアンヌが描かれている。
1. 7 -seven-
2. New World
3. GO!!!（Animelo Summer Live 2014 -ONENESS- (2014/8/30)より）
4. 7 -seven-　（TV SIZE）
5. 7 -seven-（Instrumental）

## クレジット
- Mastered by Ted Jensen（STERLING SOUND）

7 -seven-／New World
- Recorded, Mixed & ProTools Operated by Yasuyuki Hara（SIGN SOUND）
- Instrumental Technicians：Kazumasa Minemori（MASTER TONE）、Kenji Sai

GO!!!（Animelo Summer Live 2014 -ONENESS- (2014/8/30)より）
- Recording Producer：Sumimasa Morita（FIREWORKS）
- Recording Chief：Hiroto Tsuruta（CHERRY GUNS FACTORY）
- Chief Engineer：Arata Yoshitake（SUNPHONIX）